# Jan Blahoslav Čapek
Jan Blahoslav Čapek (6. listopadu 1903 Třebechovice pod Orebem – 10. září 1982 Praha) byl český spisovatel, komeniolog, myslitel, překladatel, literární historik a kritik.

## Život
V letech 1931–1936 odpovědným redaktorem týdeníku Kostnické jiskry. Od 1945 byl profesorem české literatury na Filozofické fakultě Univerzity Karlovy. Z univerzity musel v 50. letech 20. století odejít a byly mu omezeny jak možnosti pedagogické a vědecké, tak i zahraničních odborných kontaktů a publikační činnosti. Od 1959 byl zaměstnán v Památníku národního písemnictví, později v Ústavu pro dějiny Univerzity Karlovy. Na Filozofickou fakultu se vrátil 1968 a působil zde do 1971, kdy odešel do důchodu. Jeho manželkou byla komenioložka Dagmar Čapková.

## Dílo
Hojně se zabýval starší českou reformační literaturou. Překládal z angličtiny, bengálštiny a latiny. V závěru života publikoval v samizdatu.
- Za jazyk přibitý, 1970, alegorie na posrpnovou nesvobodu. Děj se odehrává v pobělohorské době.
- Studie Zápas o nové lidství a program nového českoslovenství, pod pseudonymem Roald Jasen, 1980